# Sturisoma panamense
Espèce
Synonymes
Sturisoma panamense est une espèce de poissons-chats d'eau douce de la famille des Loricariidés.